# Re di León
Il Regno di León nacque quando il re delle Asturie Alfonso III, alla sua morte, divise il proprio regno tra i tre figli maggiori e il León venne ereditato dal primogenito, Garcia I. Nei secoli successivi, i re di León riuscirono a riunificare, in unione personale, gli antichi domini dei sovrani delle Asturie, fino a quando non entrò a far parte della corona di Castiglia nel 1230. Tale rimase il suo status giuridico sino al 30 novembre 1833, quando fu varata una riforma amministrativa della Spagna, che cancellò i vecchi reami, con i rispettivi fueros, istituendo al loro posto le province.

## Dinastia asturiana (910-1037)
| Nome                                | Immagine | Data di nascita | Morte            | Regno          | Regno             | Matrimoni | Note |
| Nome                                | Immagine | Data di nascita | Morte            | Inizio         | Fine              | Matrimoni | Note |
| ----------------------------------- | -------- | --------------- | ---------------- | -------------- | ----------------- | --- | --- |
| García I                            |          | 871             | 19 gennaio 914   | 910            | 19 gennaio 914    | Muniadomna Nuña Nuñez nessun figlio                                                                                  | Figlio di Alfonso III delle Asturie; |
| Ordoño II Alfonso il Grande         |          | 873             | gennaio 924      | 19 gennaio 914 | gennaio 924       | (1) Elvira Menéndez quattro figli e una figlia (2) Aragonta Gutierrez nessun figlio (3) Sancha Sanchez nessun figlio | Figlio di Alfonso III delle Asturie; tra il 910 e il 924 fu anche re di Galiza.                                                                                            |
| Fruela II delle Asturie il Lebbroso |          | 875             | luglio 925       | gennaio 924    | luglio 925        | (1) Munia Jimenez un figlio (2) Urraca due figli                                                                     | Fratello di Ordoño II; re delle Asturie dal 910 e re di Galizia dal 924.                                                                                                   |
| Alfonso (IV) Froilaz                |          | circa 911       | circa 933        | luglio 925     | 925 (deposizione) | - | Figlio di Fruela II; dal 925 al 926 fu anche re di Galizia, nominalmente fino al 932.                                                                                      |
| Alfonso IV (V) Ordoñez il Monaco    |          | 899             | agosto 933       | 925            | 931               | Onneca Sanchez di Pamplona due figli                                                                                 | Figlio di Ordoño II; spodestò il cugino Alfonso considerandolo un usurpatore, fu re di Galizia tra il 929 e il 931, abdicò in favore del fratello Ramiro per farsi monaco. |
| Ramiro II Ordoñez il Grande         |          | 900             | 951              | 931            | 951               | (1) Adosinda Gutiérrez due figli e una figlia (2) Urraca Sanchez un figlio e una figlia                              | Figlio di Ordoño II; si autoproclamò re di Galizia tra il 929 e il 930. |
| Ordoño III Ramirez                  |          | circa 926       | 956              | 951            | 956               | Urraca di Castiglia un figlio e una figlia                                                                           | Figlio di Ramiro II |
| Sancho I Ramirez il Grasso          |          | circa 935       | dicembre966      | 956            | 958 (deposizione) | Teresa Ansúrez un figlio e una figlia                                                                                | Figlio di Ramiro II; Sancho II come re di Galizia, venne detronizzato dal cugino Ordoño.                                                                                   |
| Ordoño IV Alfonso il Malvagio       |          | 926             | 962              | 958            | 960 (deposizione) | Urraca di Castiglia nessun figlio                                                                                    | Figlio di Alfonso V; re di Galizia, dopo aver detronizzato il cugino Ordoño, venne a sua volta spodestato da quest'ultimo.                                                 |
| Sancho I Ramirez il Grasso          |          | circa 935       | dicembre966      | 960            | dicembre 966      | Teresa Ansúrez un figlio e una figlia                                                                                | Riconquistò le corone di León e Galizia. |
| Ramiro III Sanchez                  |          | 961             | 26 giugno 985    | dicembre 966   | 984 (deposizione) | Sancha Gómez de Saldana un figlio                                                                                    | Figlio di Sancho II; re di Galizia, venne detronizzato, dal Regno di Galizia nel 982 e dal Regno di León nel 984, una congiura a favore del cugino Bermudo.                |
| Bermudo II Ordoñez il Gottoso       |          | 953             | settembre 999    | 984            | settembre 999     | (1) Velasquita una figlia (2) Elvira di Castiglia un figlio e due figlie                                             | Figlio di Ordoño III; re di Galizia tra il 982 e il 999. |
| Alfonso V (VI) Bermudez il Nobile   |          | 996             | 5 luglio 1028    | settembre 999  | 5 luglio 1028     | (1) Elvira Menéndez un figlio e una figlia (2) Urraca Garcés una figlia                                              | Figlio di Bermudo III; Alfonso VI come re di Galizia, tra il 999 e il 1007 fu sotto la reggenza della madre.                                                               |
| Bermudo III Alfonso                 |          | circa 1017      | 4 settembre 1037 | 5 luglio 1028  | 4 settembre 1037  | (1) Urraca un figlio (2) Elvira nessun figlio (3) Jimena Sánchez nessun figlio                                       | Figlio di Alfonso VI; re di Galizia. |

## Dinastia di Jiménez di Navarra (1037-1126)
| Nome                   | Immagine | Data di nascita | Morte            | Regno            | Regno            | Matrimoni | Note |
| Nome                   | Immagine | Data di nascita | Morte            | Inizio           | Fine             | Matrimoni | Note |
| ---------------------- | -------- | --------------- | ---------------- | ---------------- | ---------------- | --- | --- |
| Ferdinando I il Grande |          | circa 1016      | 27 dicembre 1065 | 4 settembre 1037 | 27 dicembre 1065 | Sancha I tre figli e due figlie | Marito di Sancha, sorella di Bermudo; re di Galizia, dal 1035 al 1038 fu conte di Castiglia, per poi essere proclamato re di Castiglia nel 1038. |
| Sancha I               |          | circa 1013      | 7 novembre 1067  | 4 settembre 1037 | 27 dicembre 1065 | Ferdinando I tre figli e due figlie | Sorella di Bermudo III; regina consorte di Galizia, contessa consorte di Castiglia tra il 1035 e il 1038, per poi divenire regina consorte di Castiglia |
| Alfonso VI (VII)       |          | circa 1040      | 1 giugno 1109    | 27 dicembre 1065 | 1 giugno 1109    | (1) Agnese d'Aquitania nessun figlio (2) Costanza di Borgogna una figlia (3) Berta di Borgogna nessun figlio (4) Beatrice d'Aquitania nessun figlio | Figlio di Ferdinando I, fu re di Galizia come Alfonso VII; si scontrò con i fratelli García e Sancho. Dopo essersi alleato con quest'ultimo e aver sconfitto García, venne spodestato ed esiliato dallo stesso Sancho. Alla morte di Sancho riuscì a ottenere le corone di Castiglia e León, per poi conquistare quella di Galizia catturando ed esiliando il fratello García. |
| Urraca                 |          | circa 1080      | 8 marzo 1126     | 1 giugno 1109    | 1126             | (1) Raimondo di Borgogna un figlio e una figlia (2) Alfonso I d'Aragona nessun figlio                                                               | Figlia di Alfonso VI; regina di Castiglia, regina di Galizia tra il 1093 e il 1112. |

## Anscarici (1126-1369)
| Nome                            | Immagine | Data di nascita  | Morte             | Regno             | Regno             | Matrimoni | Note |
| Nome                            | Immagine | Data di nascita  | Morte             | Inizio            | Fine              | Matrimoni | Note |
| ------------------------------- | -------- | ---------------- | ----------------- | ----------------- | ----------------- | --- | --- |
| Alfonso VII (VIII) l'Imperatore |          | 1 marzo 1105     | 21 agosto 1157    | 8 marzo 1126      | 21 agosto 1157    | (1) Berenguela di Barcellona quattro figli e tre figlie (2) Richenza Piast un figlio e una figlia                | Figlio di Urraca; re dii Castiglia, Alfonso VIII come re di Galizia tra il 1112 e il 1157.                                         |
| Ferdinando II                   |          | 1137             | 22 gennaio 1188   | 21 agosto 1157    | 22 gennaio 1188   | (1) Urraca del Portogallo un figlio (2) Teresa Fernández de Traba due figli (3) Urraca López de Haro tre figli   | Figlio di Alfonso VIII; re di Galizia.                                                                                             |
| Alfonso IX                      |          | 15 agosto 1171   | 24 settembre 1230 | 22 gennaio 1188   | 24 settembre 1230 | (1) Teresa del Portogallo un figlio e due figlie (2) Berenguela di Castiglia due figli e tre figlie              | Figlio di Ferdinando II; re di Galizia.                                                                                            |
| Sancha II                       |          | 1191             | 1243              | 24 settembre 1230 | 1230              | - | Figlia di Alfonso IX; Sancha I come regina di Galizia, co-regnante insieme alla sorella Dolce.                                     |
| Dolce                           |          | circa 1194       | 1245              | 24 settembre 1230 | 1230              | - | Figlia di Alfonso IX; regina di Galizia, co-regnante insieme alla sorella Sancha.                                                  |
| Ferdinando III il Santo         |          | 5 agosto 1201    | 30 maggio 1252    | 1230              | 30 maggio 1252    | (1) Elisabetta Hohenstaufen sette figli e tre figlie (2) Giovanna di Dammartin quattro figli e una figlia        | Figlio di Alfonso IX; re di Castiglia dal 1217 al 1252, divenne re di León e di Galizia dopo l'abdicazione delle sorelle nel 1230. |
| Alfonso X il Saggio             |          | 23 novembre 1221 | 4 aprile 1284     | 30 maggio 1252    | 4 aprile 1284     | Violante d'Aragona cinque figli e sei figlie                                                                     | Figlio di Ferdinando III; re di Castiglia e di Galizia.                                                                            |
| Sancho IV l'Ardito              |          | 12 maggio 1258   | 25 aprile 1295    | 4 aprile 1284     | 25 aprile 1295    | Maria di Molina cinque figli e due figlie                                                                        | Figlio di Alfonso X; re di Castiglia e di Galizia.                                                                                 |
| Ferdinando IV il Chiamato       |          | 6 dicembre 1285  | 7 settembre 1312  | 25 aprile 1295    | 7 settembre 1312  | Costanza del Portogallo un figlio e due figlie                                                                   | Figlio di Sancho IV; re di Castiglia e di Galizia.                                                                                 |
| Alfonso XI il Giustiziere       |          | 13 agosto 1311   | 26 marzo 1350     | 7 settembre 1312  | 26 marzo 1350     | (1) Costanza Manuel nessun figlio (2) Maria di Portogallo due figli                                              | Figlio di Ferdinando IV; re di Castiglia e di Galizia.                                                                             |
| Pietro I il Crudele             |          | 30 agosto 1334   | 22 marzo 1369     | 26 marzo 1350     | 22 marzo 1369     | (1) Bianca di Borbone nessun figlio (2) Maria di Padilla un figlio e tre figlie (3) Giovanna de Castro un figlio | Figlio di Alfonso XI; re di Castiglia e di Galizia.                                                                                |

## Trastámara (1369-1555)
| Nome                    | Immagine | Data di nascita | Morte            | Regno            | Regno            | Matrimoni                                                                                         | Note                                                                                         |
| Nome                    | Immagine | Data di nascita | Morte            | Inizio           | Fine             | Matrimoni                                                                                         | Note                                                                                         |
| ----------------------- | -------- | --------------- | ---------------- | ---------------- | ---------------- | ------------------------------------------------------------------------------------------------- | -------------------------------------------------------------------------------------------- |
| Enrico I il Bastardo    |          | 13 gennaio 1332 | 29 maggio 1379   | 22 marzo 1369    | 29 maggio 1379   | Giovanna Manuele un figlio e due figlie                                                           | Figlio naturale di Alfonso XI; re di Castiglia e di Galizia, Enrico II come re di Castiglia. |
| Giovanni I              |          | 24 agosto 1458  | 9 ottobre 1390   | 29 maggio 1379   | 9 ottobre 1390   | (1) Eleonora d'Aragona due figli e una figlia (2) Beatrice del Portogallo un figlio               | Figlio di Enrico I; re di Castiglia e di Galizia.                                            |
| Enrico II l'Infermo     |          | 4 ottobre 1379  | 25 dicembre 1406 | 9 ottobre 1390   | 25 dicembre 1406 | Caterina di Lancaster un figlio e due figlie                                                      | Figlio di Giovanni I; re di Castiglia e di Galizia, Enrico III come re di Castiglia.         |
| Giovanni II             |          | 6 marzo 1405    | 20 luglio 1454   | 25 dicembre 1406 | 20 luglio 1454   | (1) Maria di Trastámara un figlio e tre figlie (2) Isabella del Portogallo un figlio e una figlia | Figlio di Enrico II; re di Castiglia e di Galizia.                                           |
| Enrico III l'Impotente  |          | 25 gennaio 1425 | 11 dicembre 1474 | 20 luglio 1454   | 11 dicembre 1474 | (1) Bianca di Trastámara una figlia (2) Giovanna del Portogallo nessun figlio                     | Figlio di Giovanni II; re di Castiglia e di Galizia, Enrico IV come re di Castiglia.         |
| Isabella I la Cattolica |          | 22 aprile 1451  | 26 novembre 1504 | 11 dicembre 1474 | 26 novembre 1504 | Ferdinando d'Aragona un figlio e quattro figlie                                                   | Sorella di Enrico III; regina di Castiglia e Galizia e regina consorte di Aragona.           |
| Giovanna la Pazza       |          | 6 novembre 1479 | 12 aprile 1555   | 26 novembre 1504 | 12 aprile 1555   | Filippo I d'Asburgo due figli e quattro figlie                                                    | Figlia di Isabella I; regina di Castiglia e Galizia.                                         |

## Asburgo (1506-1700)
| Nome                   | Immagine | Data di nascita  | Morte             | Regno             | Regno                      | Matrimoni | Note                                                                                                 |
| Nome                   | Immagine | Data di nascita  | Morte             | Inizio            | Fine                       | Matrimoni | Note                                                                                                 |
| ---------------------- | -------- | ---------------- | ----------------- | ----------------- | -------------------------- | --- | --- |
| Filippo I il Bello     |          | 22 luglio 1478   | 25 settembre 1506 | 28 giugno 1506    | 25 settembre 1506          | Giovanna due figli e quattro figlie | Marito di Giovanna; Re consorte di Castiglia e di Galizia.                                           |
| Carlo V                |          | 24 febbraio 1500 | 21 settembre 1558 | 14 marzo 1516     | 16 gennaio 1556 (abdicato) | Isabella d'Aviz tre figli e due figlie | Figlio di Giovanna e Filippo I; Imperatore, Re di Napoli e di Sicilia e Re di Sardegna               |
| Filippo II il Prudente |          | 21 maggio 1527   | 13 settembre 1598 | 16 gennaio 1556   | 13 settembre 1598          | (1) Maria Emanuela d'Aviz un figlio (2) Maria I d'Inghilterra nessun figlio (3) Elisabetta di Valois cinque figlie (4) Anna d'Austria quattro figli e una figlia | Figlio di Carlo I; Re del Portogallo; Re di Napoli e di Sicilia, Re di Sardegna e Duca di Milano     |
| Filippo III il Pio     |          | 14 aprile 1578   | 31 marzo 1621     | 13 settembre 1598 | 31 marzo 1621              | Margherita d'Austria-Stiria quattro figli e quattro figlie | Figlio di Filippo II; Re del Portogallo; Re di Napoli e di Sicilia, Re di Sardegna e Duca di Milano  |
| Filippo IV il Grande   |          | 8 aprile 1605    | 17 settembre 1665 | 31 marzo 1621     | 17 settembre 1665          | (1) Elisabetta di Borbone un figlio e sei figlie (2) Maria Anna d'Austria tre figli e due figlie                                                                 | Figlio di Filippo III; Re del Portogallo; Re di Napoli e di Sicilia, Re di Sardegna e Duca di Milano |
| Carlo II lo Stregato   |          | 6 novembre 1661  | 1º novembre 1700  | 17 settembre 1665 | 1º novembre 1700           | (1) Maria Luisa d'Orléans nessun figlio (2) Maria Anna del Palatinato-Neuburg nessun figlio                                                                      | Figlio di Filippo IV;; Re di Napoli e di Sicilia, Re di Sardegna e Duca di Milano                    |

## Borbone (1700-1808)
| Nome           | Immagine | Data di nascita   | Morte             | Regno            | Regno                      | Matrimoni | Note                                                                                 |
| Nome           | Immagine | Data di nascita   | Morte             | Inizio           | Fine                       | Matrimoni | Note                                                                                 |
| -------------- | -------- | ----------------- | ----------------- | ---------------- | -------------------------- | --- | ------------------------------------------------------------------------------------ |
| Filippo V      |          | 19 dicembre 1683  | 9 luglio 1746     | 16 novembre 1700 | 14 gennaio 1724 (abdicato) | (1) Maria Luisa di Savoia quattro figli (2) Elisabetta Farnese quattro figli e tre figlie | Figlio di Luigi il Gran Delfino, nipote di Maria Teresa, sorella di Carlo II         |
| Luigi I        |          | 25 agosto 1707    | 31 agosto 1724    | 14 gennaio 1724  | 31 agosto 1724             | Luisa Elisabetta d'Orléans nessun figlio | Figlio di Filippo V                                                                  |
| Filippo V      |          | 19 dicembre 1683  | 9 luglio 1746     | 31 agosto 1724   | 9 luglio 1746              | (1) Maria Luisa di Savoia quattro figli (2) Elisabetta Farnese quattro figli e tre figlie | Ritornato sul trono dopo la morte del figlio Luigi.                                  |
| Ferdinando VI  |          | 23 settembre 1713 | 10 agosto 1759    | 9 luglio 1746    | 10 agosto 1759             | Maria Barbara di Braganza nessun figlio | Figlio di Filippo V                                                                  |
| Carlo III      |          | 20 gennaio 1716   |                   | 10 agosto 1759   | 14 dicembre 1788           | Maria Amalia di Sassonia sei figli e sette figlie | Figlio di Filippo V; Duca di Parma (1731-1735) Re di Napoli e di Sicilia (1735-1759) |
| Carlo IV       |          | 11 novembre 1748  |                   | 14 dicembre 1788 | 19 marzo 1808 (deposto)    | Maria Luisa di Parma otto figli e sei figlie | Figlio di Carlo III; detronizzato dal figlio Ferdinando.                             |
| Ferdinando VII |          | 14 ottobre 1784   | 29 settembre 1833 | 19 marzo 1808    | 6 maggio 1808 (deposto)    | (1) Maria Antonia di Borbone-Due Sicilie nessun figlio (2) Maria Isabella di Braganza due figlie (3) Maria Giuseppa di Sassonia nessun figlio (4) Maria Cristina delle Due Sicilie due figlie | Figlio di Carlo IV; deposto per intervento di Napoleone.                             |
| Carlo IV       |          | 11 novembre 1748  | 20 gennaio 1819   | 6 maggio 1808    | 6 giugno 1808 (deposto)    | Maria Luisa di Parma otto figli e sei figlie | Costretto da Napoleone a rinunciare alla corona.                                     |

## Bonaparte (1808-1813)
| Nome       | Immagine | Data di nascita | Morte          | Regno         | Regno                      | Matrimoni              | Note                                                                 |
| Nome       | Immagine | Data di nascita | Morte          | Inizio        | Fine                       | Matrimoni              | Note                                                                 |
| ---------- | -------- | --------------- | -------------- | ------------- | -------------------------- | ---------------------- | -------------------------------------------------------------------- |
| Giuseppe I |          | 7 gennaio 1768  | 28 luglio 1844 | 6 giugno 1808 | 11 dicembre 1813 (deposto) | Julie Clary tre figlie | Posto sul trono dal fratello Napoleone; già Re di Napoli (1806-1808) |

## Borbone (1813-1833)
| Nome           | Immagine | Data di nascita | Morte             | Regno             | Regno             | Matrimoni | Note                                                             |
| Nome           | Immagine | Data di nascita | Morte             | Inizio            | Fine              | Matrimoni | Note                                                             |
| -------------- | -------- | --------------- | ----------------- | ----------------- | ----------------- | --- | ---------------------------------------------------------------- |
| Ferdinando VII |          | 14 ottobre 1784 | 29 settembre 1833 | 11 dicembre 1813  | 29 settembre 1833 | (1) Maria Antonia di Borbone-Due Sicilie nessun figlio (2) Maria Isabella di Braganza due figlie (3) Maria Giuseppa di Sassonia nessun figlio (4) Maria Cristina delle Due Sicilie due figlie | Restaurato                                                       |
| Isabella II    |          | 10 ottobre 1830 | 10 aprile 1904    | 29 settembre 1833 | 30 novembre 1833  | Francesco d'Assisi di Borbone-Spagna sei figli e tre figlie | Figlia di Ferdinando VII; il trono le fu conteso dallo zio Carlo |